# Col de Thorens
Le col de Thorens est un col de France situé en Savoie, dans le massif de la Vanoise. Situé à 3 095 mètres d'altitude au pied de l'aiguille de Péclet au nord-est et en bordure du glacier de Chavière à l'est, il domine la station de sports d'hiver de Val Thorens au nord-ouest et était intégré à son domaine skiable de 1975 à 2020.

## Géographie

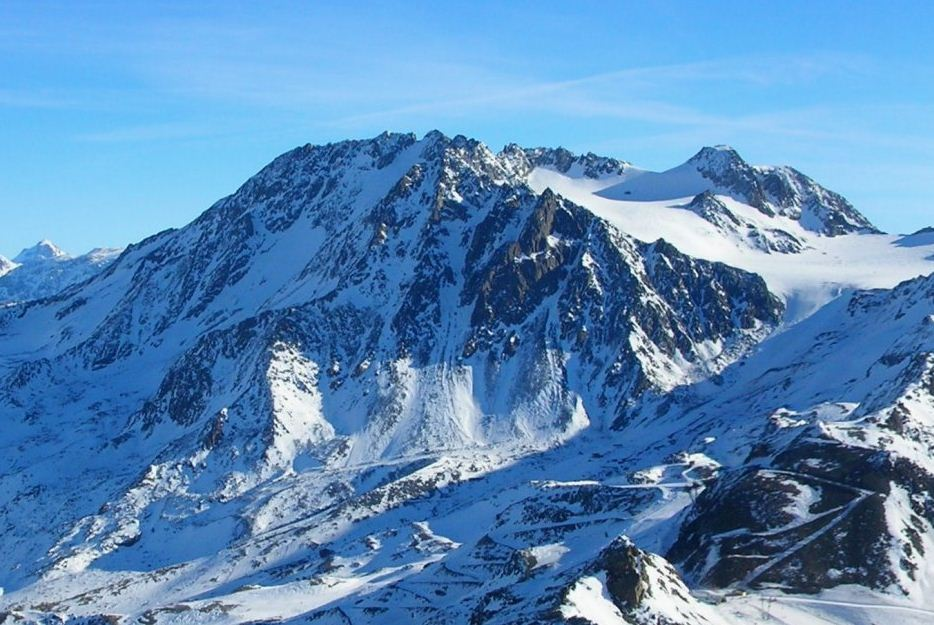
Vue depuis la cime de Caron à l'ouest de l'aiguille de Péclet avec sur son adret à droite le glacier de Chavière et en bordure de celui-ci le col de Thorens donnant sur le vallon au premier plan.

S'élevant à 3 095 mètres d'altitude, il se trouve sur la ligne de crête entre l'aiguille de Péclet (3 562 m) au nord-nord-est et la pointe de Thorens (3 262 m) au sud-ouest qui marque la limite entre Maurienne à l'est et Tarentaise — plus précisément la vallée des Belleville — à l'ouest.
L'environnement du col est largement marqué par les glaciers. Celui de Chavière s'étend à l'est sur l'adret de l'aiguille de Péclet et se dirige vers le sud jusqu'aux pieds des versants orientaux de la pointe de Thorens, de l'aiguille du Bouchet (3 129 m), de la pointe du Bouchet (3 416 m) et de la pointe Rénod (3 580 m). Au niveau du col de Thorens, ce glacier forme un petit plateau glaciaire entre 3 200 et 3 100 mètres d'altitude au pied du mont de Gébroulaz (3 509 m) et envoie une petite diffluence par le col en direction de la Tarentaise. Un autre glacier dans les environs du col est celui de Thorens au sud-ouest, actuellement limité à une petite masse de glace autour de 3 050 mètres d'altitude sur l'ubac de la pointe de Thorens mais s'étendant avant son retrait récent jusqu'à l'ubac de la cime de Caron (3 193 m) à l'ouest. Sur la carte d'état-major datant du XIXe siècle, ces deux glaciers sont connectés si bien que le col est entièrement pris dans les glaces. Cet environnement glaciaire a laissé des traces dans le paysage avec notamment des roches moutonnées et des moraines. Le col est situé au contact entre une formation de grès et de schistes houillers qui forment notamment la pointe de Thorens et des conglomérats houillers du Permien qui forment notamment l'aiguille de Péclet.
D'un point de vue administratif, l'intégralité du col est situé sur le territoire communal de Modane — dont le bourg se trouve au sud-est dans la Maurienne —, la limite avec celui des Belleville — dont le bourg se trouve au nord-ouest dans la Tarentaise — passant en ligne droite entre l'aiguille des Saint-Pères au nord et l'ubac de la pointe de Thorens au sud, à environ 300 mètres à l'ouest du col, plutôt que de suivre la ligne de crête et donc passer au col. En revanche, les limites du parc national de la Vanoise ne s'appuient pas sur la limite communale mais sur la ligne de crête si bien qu'elles passent au col, son versant oriental étant ainsi inclus dans le parc contrairement à son versant occidental.

## Histoire

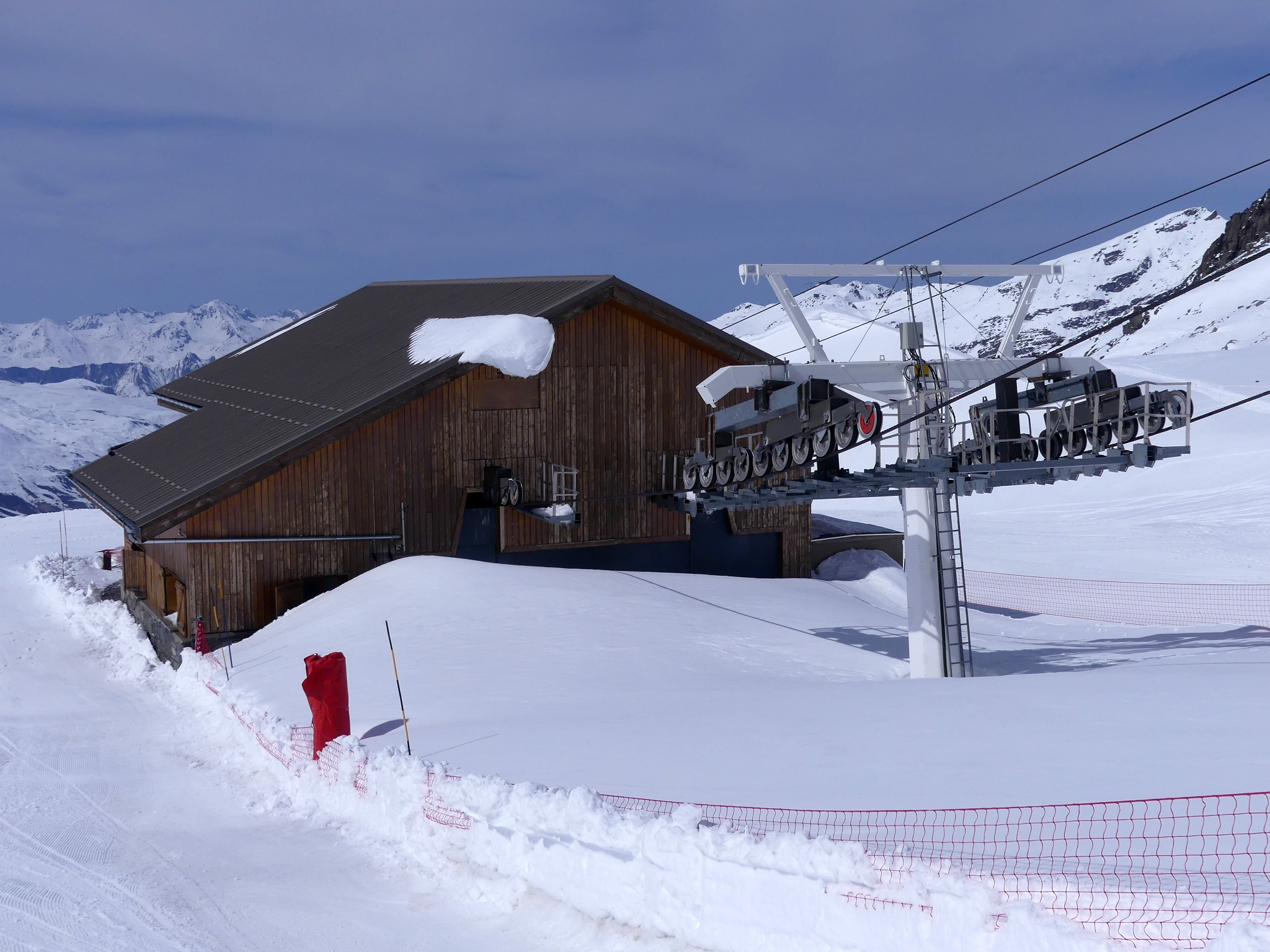
Vue en avril 2022 de la gare de départ du télésiège du Col, alors fermé depuis deux ans.

La première traversée documentée du col est le fait de William Auguste Coolidge et Christian Almer père et fils lors de leur redescente après la première de l'aiguille de Péclet le 12 août 1878 ; ils franchissent ainsi le col en quittant le glacier de Chavière et en pénétrant dans la vallée des Belleville.
Compte tenu de son altitude élevée au-dessus de l'étage alpin, de son versant oriental englacé et de sa position tout au fond de la vallée des Belleville à des kilomètres du premier village et à des dizaines de kilomètres de Moûtiers qui constitue le premier centre urbain rencontré, les abords du col sont largement tenus à l'écart de la présence humaine qui reste tout au plus limitée à des estives avec les chalets de Péclet et de Thorens vers 2 200 mètres d'altitude au nord-ouest. La création de la station de sports d'hiver de Val Thorens implantée au niveau de ces estives à partir de 1969 et ouverte en 1972 change la donne. Dès les débuts de la station, il est prévu que les remontées mécaniques franchissent le col de Thorens afin de relier la station de Val Thorens à celle — encore en projet — de Val Chavière située sur le versant mauriennais, au pied du glacier de Chavière, ce dernier devant constituer un important site de ski d'été. Le « Skirail » — funiculaire soutenu par un viaduc en béton et pouvant transporter 7 200 personnes par heure — doit alors constituer l'axe structurant entre ces deux stations mais ce projet de deux stations jumelles est jugé trop gros et il est revu à la baisse avec l'abandon de Val Chavière et donc de ce funiculaire surdimensionné,.
Cette révision du projet n'enterre pas l'aménagement touristique dans le secteur du col, des remontées mécaniques traditionnelles côté Val Thorens et sur le glacier de Chavière étant construites avec notamment des télésièges et des téléskis. Ainsi, en 1975, le télésiège de la Moraine entre la station et le pied du col à 2 800 mètres d'altitude et les deux téléskis de la Lombarde et du Polset implantés directement sur le glacier sont ouverts aux skieurs. Cependant, il manque une liaison entre le télésiège et ces deux téléskis qui se concrétise en août 1976 par le déplacement d'un téléski — qui équipe alors le glacier de Péclet — entre la gare amont du télésiège de la Moraine et le col de Thorens, aux portes du glacier de Chavière et de son petit domaine de ski d'été ; peu performant, ce téléski est rapidement remplacé après quatre mois d'activités par le télésiège du Col dont la gare amont se trouve à 3 100 mètres d'altitude à quelques mètres au sud-ouest du col. Pendant plus de vingt ans, le col de Thorens voit alors passer des skieurs qui empruntent la piste rouge « Col » permettant un retour à la station. Cependant, en raison de l'éloignement du centre de la station et de la fonte prononcée du glacier, le ski d'été sur le glacier de Chavière cesse en 1990 avec le démantèlement du téléski du Polset — celui de la Lombarde l'ayant été en 1978 — et le domaine skiable de Val Thorens dans ce secteur s'arrête alors désormais au col. Remplacé en 1994 par un appareil plus performant, le télésiège du Col est cependant fermé en 2020 sans être démonté.

## Activités
Le col est accessible en randonnée pédestre en période estivale et en raquette à neige ou ski de randonnée en période hivernale en partant de Val Thorens vers 2 300 mètres d'altitude au nord-ouest,,. Ces itinéraires évoluent à proximité immédiate des remontées mécaniques et empruntent notamment des pistes de ski,,. Du col, il est possible de poursuivre l'ascension hors sentier jusqu'à la pointe de Thorens via son arête nord-est. À partir de 1975, il était possible d'accéder au col à l'aide des remontées mécaniques de Val Thorens mais la fermeture du télésiège du Col en 2020 rend désormais ce moyen d'accès caduc.
Du côté mauriennais, l'accès au col nécessite une traversée du glacier de Chavière qui est parcouru de plusieurs itinéraires d'alpinisme et de ski de randonnée venant du secteur du col de Chavière à l'est et à destination du glacier de Gébroulaz via le col de Gébroulaz au nord-est,.